# Зайнадін Жуніор
Зайнадін Жуніор (порт. Zainadine Júnior, нар. 24 червня 1988, Мапуту) — мозамбіцький футболіст, захисник клубу «Марітіму» та національної збірної Мозамбіку.

## Клубна кар'єра
У дорослому футболі дебютував 2006 року виступами за команду «Дешпортіву ді Мапуту.» У дебютному сезоні він досяг перших успіхів у своїй кар'єрі, вигравши чемпіонат і Кубок Мозамбіку. У 2007 і 2008 роках він виграв Суперкубок країни. Усього провів у клубі сім сезонів, взявши участь у 73 матчах чемпіонату.
Протягом 1-ї половини 2013 року виступав за клуб «Ліга Деспортіва», але вже влітку того ж року покинув країну і став гравцем португальського «Насіунала». Відіграв за клуб Фуншала наступні 2,5 сезони своєї ігрової кар'єри. Більшість часу, проведеного у складі «Насіунала», був основним гравцем захисту команди, зігравши 72 матчі в Прімейрі.
Протягом 2016 року захищав кольори китайського клубу «Тяньцзінь Теда», зайнявши з командою 11 місце в Суперлізі.
На початку 2017 року був відданий в оренду в португальський «Марітіму» приєднався 2017 року. Відтоді встиг відіграти за клуб Фуншала 15 матчів у національному чемпіонаті.

## Виступи за збірну
2008 року дебютував в офіційних матчах у складі національної збірної Мозамбіку.
У складі збірної був учасником Кубка африканських націй 2010 року в Анголі, проте на поле не виходив.